# Dannemarie-sur-Crète
Dannemarie-sur-Crète – miejscowość i gmina we Francji, w regionie Burgundia-Franche-Comté, w departamencie Doubs.
Według danych na rok 1990 gminę zamieszkiwały 774 osoby, a gęstość zaludnienia wynosiła 191 osób/km² (wśród 1786 gmin Franche-Comté Dannemarie-sur-Crète plasuje się na 213. miejscu pod względem liczby ludności, natomiast pod względem powierzchni na miejscu 881.).